# Прапор Великого Жолудська
Прапор Великого Жолудська — офіційний символ села Великий Жолудськ Вараського району Рівненської області. Затверджений рішенням сесії сільської ради від 25 травня 2000 року.
Автор — А. Б. Гречило.

## Опис
Квадратне блакитне полотнище, із верхніх кутів до середини нижнього краю йде червоний клин, на якому два жолуді з двома білими дубовими листочками.

## Зміст
Номінальні символи вказують на одну з версій про походження назви поселення від урочища Жолудного, де нібито збирали жолуддя.